# Podonomus quito
Podonomus quito är en tvåvingeart som beskrevs av Roback 1971. Podonomus quito ingår i släktet Podonomus och familjen fjädermyggor.
Artens utbredningsområde är Ecuador. Inga underarter finns listade i Catalogue of Life.